# Новая Ляля
Но́вая Ля́ля — город в Свердловской области России, административный центр Новолялинского района и Новолялинского муниципального округа.

## Этимология
Город назван по реке Ляле, на которой он расположен. От мансийского Ляля — «река врагов».

## География

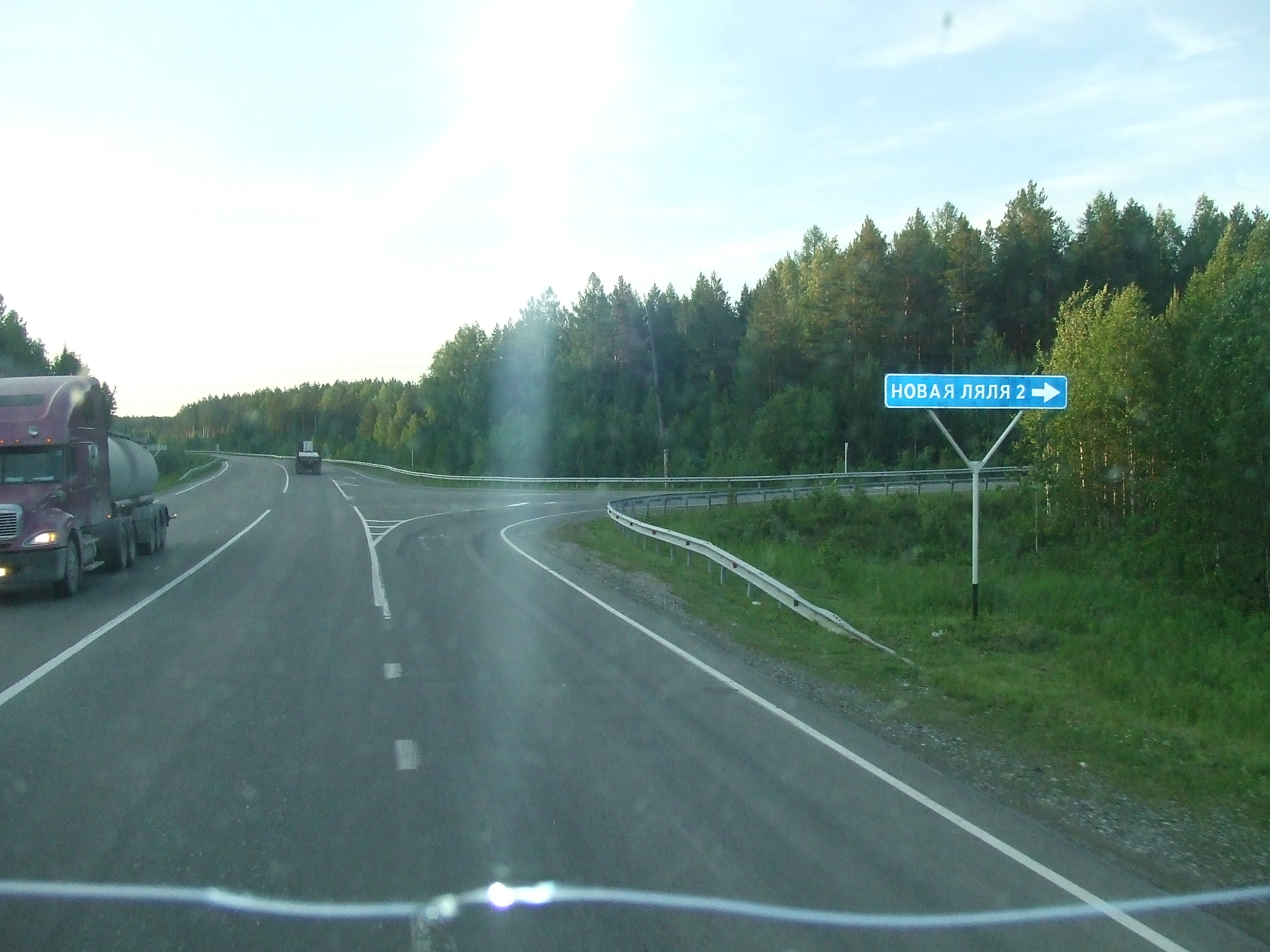
Поворот на Новую Лялю

Новая Ляля расположена в северной части Свердловской области и Среднего Урала, на восточном склоне, в 68 километрах от гор, на реке Ляле. Река протекает с юга на северо-восток по северо-западной окраине города. Местность в окрестностях Новой Ляли таёжная. В двух километрах к западу от города проходит Серовский тракт — автодорога регионального значения Серов — Нижний Тагил — Екатеринбург. Город находится в 282 километрах от Екатеринбурга. Географические координаты Новой Ляли: 59,055° северной широты, 60,599° восточной долготы. Высота над уровнем моря — 99 м.
Топография в радиусе трёх километров от Новой Ляли имеет только умеренные изменения высоты с максимальным изменением высоты 67 метров и средней высотой над уровнем моря 107 метров. В радиусе 16 километров также только умеренные изменения высоты (98 метров). В радиусе 80-ти километров — умеренные изменения высоты (807 метров).
Местность в радиусе 3 километров от Новая Ляля покрыта деревьями (79 %), в радиусе 16 километров — деревья (96 %), а в радиусе 80 километров — деревья (93 %).

## История
Новая Ляля основана как рабочий посёлок в 1903 году при открывшейся здесь бумажной фабрике и лесопильном производстве, а также в связи с построенной в 1906 году Богословской железной дорогой. В литературе также встречается другая дата основания — 1723 год — основание Лялинского медеплавильного завода, находившегося выше по течению реки Ляли, около села Караульского.
В 1914 году Николо-Павдинская бумажная фабрика начала выпуск обёрточной бумаги и пиломатериалов. В состав фабрики входили кирпичный завод и механические мастерские. В 1922 году был запущен целлюлозный завод (первое сульфатно-целлюлозное производство РСФСР), а в 1932 году открыт завод по выпуску древесных труб. В 1934 году открылась фабрика по изготовлению бумажных мешков. В 1926 году фабрика была преобразована в Новолялинский целлюлозно-бумажный комбинат (ЦБК), а в 1937 году все предприятия целлюлозно-бумажной отрасли объединены в лесобумажный комбинат.

Статус посёлка городского типа и районного центра Новая Ляля получила в 1928 году, а статус города — в 1938 году.

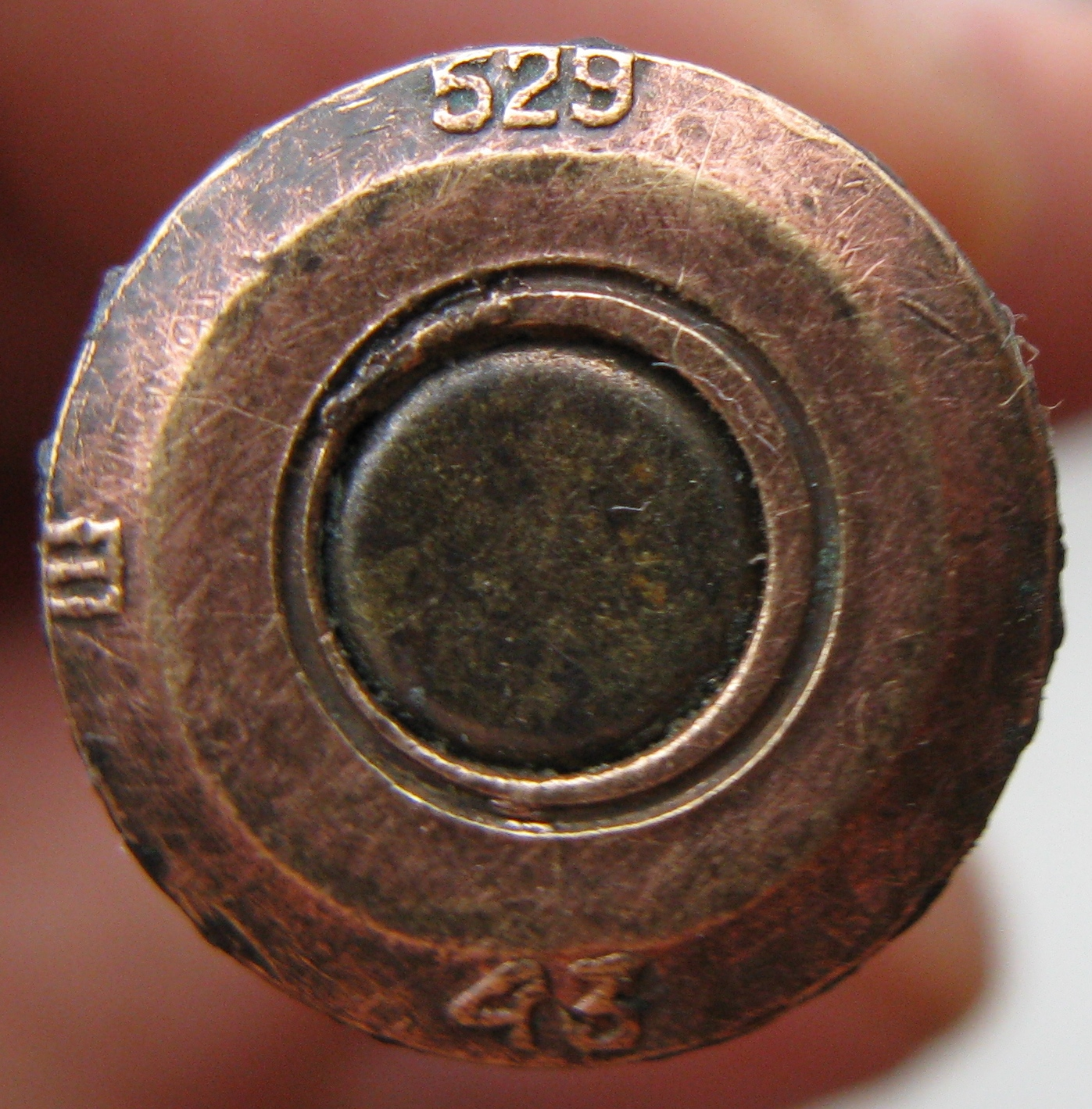
Клеймо на патроне для пулемёта ШКАС. Завод № 529, Новая Ляля

В годы Великой Отечественной войны в городе работал патронный завод № 529, на котором выпускались патроны для стрелкового оружия, патронная бумага, калиброванный картон, минометные гильзы. В 1940—1950-х годах на новолялинском комбинате пущены в эксплуатацию картонная фабрика, деревообрабатывающий и мебельный цеха.
1 февраля 1963 года Новая Ляля была включена в состав Новолялинского промышленного района.
В 1975 году при Новолялинском ЦБК открыт заводской музей, который с 1995 года преобразован в городской историко-краеведческий музей и был размещён в здании городского досугового центра.
В 1991 году Новолялинский леспромхоз преобразован в АО «Ляля-лес».

## Климат
В Новой Ляле холодно-умеренный климат. Количество осадков значительное, даже в засушливые месяцы. Зима суровая и продолжительная. По классификации климатов Кёппена, в городе влажный континентальный климат (индекс Dfb) с равномерным увлажнением и жарким летом.
В климате Новой Ляли есть черты резко континентального климата. Продолжительность климатической зимы около 5,5 месяцев. Присутствие снежного покрова около 6 месяцев. Даже в мае может стоять холодная погода и выпадает снег. Зимой морозы могут достигать −40 °C и ниже. Климатическая зима в среднем начинается с конца октября а заканчивается в первой декаде апреля. Снежный покров зимой достигает отметки 60-80 см. Лето комфортное и местами облачное, а зима леденящая снежная и пасмурная. В течение года температура обычно колеблется от −22 °C до 23 °C и редко бывает ниже −33 °C или выше 29 °C.
- Среднее число дней с осадками в году — 93 дней
- Среднее число дней с температурой выше +30 °C — 7 дней
- Среднее число дней с температурой ниже −30 °C — 8 день
- Среднее число дней с температурой ниже −17 °C — 61 дней
- Среднее число дней с температурой ниже 0 °C — 210 дней

| Показатель                    | Янв.  | Фев.  | Март  | Апр.  | Май   | Июнь | Июль | Авг. | Сен.  | Окт.  | Нояб. | Дек.  | Год   |
| ----------------------------- | ----- | ----- | ----- | ----- | ----- | ---- | ---- | ---- | ----- | ----- | ----- | ----- | ----- |
| Абсолютный максимум, °C       | 2,6   | 4,2   | 15,4  | 27,3  | 32,1  | 34,7 | 38,4 | 34,3 | 28,2  | 20,1  | 16,9  | 3,4   | 38,4  |
| Средний суточный максимум, °C | −14,1 | −11   | −3,8  | 5,2   | 14,4  | 20,5 | 22,9 | 20,2 | 12,8  | 4,1   | −7,2  | −13,4 | 4,2   |
| Средняя температура, °C       | −18   | −16,3 | −7,7  | 1,9   | 9,2   | 15,6 | 18,1 | 15,0 | 8,5   | 1,0   | −10,3 | −16,4 | 0,6   |
| Средний суточный минимум, °C  | −22   | −20,1 | −12,9 | −4,2  | 3,1   | 9,8  | 12,5 | 9,7  | 4,6   | −3    | −13,4 | −20,2 | −4,8  |
| Абсолютный минимум, °C        | −44,6 | −45,8 | −41   | −27,3 | −12,4 | −4,9 | −2,1 | −5   | −13,4 | −27,5 | −42,7 | −52,3 | −52,3 |
| Норма осадков, мм             | 26    | 17    | 17    | 32    | 44    | 61   | 96   | 73   | 55    | 42    | 33    | 26    | 522   |
| Источник: Климат Новой Ляли   |       |       |       |       |       |      |      |      |       |       |       |       |       |

## Население
| 1931    | 1959    | 1967    | 1970    | 1979    | 1989    | 1992    | 1996    | 1998    |
| ------- | ------- | ------- | ------- | ------- | ------- | ------- | ------- | ------- |
| 10 500  | ↗17 767 | ↗18 000 | ↘16 977 | ↘16 963 | ↘15 681 | ↗15 800 | ↘15 300 | ↘15 000 |
| 2000    | 2001    | 2002    | 2003    | 2005    | 2006    | 2007    | 2008    | 2009    |
| ↘14 700 | ↘14 600 | ↘14 584 | ↗14 600 | ↘13 900 | ↘13 700 | ↘13 500 | ↘13 400 | ↘13 206 |
| 2010    | 2011    | 2012    | 2013    | 2014    | 2015    | 2016    | 2017    | 2018    |
| ↘12 734 | ↘12 700 | ↘12 540 | ↘12 367 | ↘12 149 | ↘12 087 | ↘11 988 | ↘11 947 | ↘11 879 |
| 2019    | 2020    | 2021    | 2023    |         |         |         |         |         |
| ↘11 753 | ↘11 645 | ↘10 684 | ↘10 530 |         |         |         |         |         |

На 1 января 2025 года по численности населения город находился на 898-м месте из 1124 городов Российской Федерации.

## Инфраструктура
В Новой Ляле работают различные учреждения и ведомства: администрация Новолялинского округа, пожарная часть, отделение полиции, несколько отделений почты и Сбербанка.

### Религия
- Православный храм Воскресения Христова[26]
- Церковь «Новомучеников и исповедников Церкви Русской» при ФКУ ИК-54[27]

### Культура
- МБУК «Новолялинский центр культуры»[28]
- Историко-краеведческий музей Новой Ляли
- Детская и взрослая публичные библиотеки
- Городской парк культуры и отдыха
- Мемориал в память о жертвах Великой Отечественной войны

### Образование
- Профессиональное училище «НЛПУ» («НПТУ»)
- Средние общеобразовательные школы № 1, № 2 и № 4
- Детская школа искусств

### Спорт
- Городской дворец спорта
- ФОК (баскетбольный клуб и тренажёрный зал)[29]
- Городской футбольный стадион
- Лыжная база отдыха

## Транспорт

### Железнодорожное сообщение
До Новой Ляли можно добраться по железной дороге на электричке. Городской железнодорожный вокзал находится на станции Ляля Свердловской железной дороги, которая расположена неподалёку от центра города.

### Автобусное сообщение
В городе работает автостанция с небольшим одноэтажным автовокзалом. Помимо маршрутов пригородных автобусов в посёлки Новолялинского района, существует междугороднее сообщение с окрестными городами области, а также с Екатеринбургом и Нижним Тагилом.

### Городской общественный транспорт
Внутригородской общественный транспорт включает в себя автобусы двух кольцевых маршрутов: № 1 и 2 сообщением «Автостанция — Совхоз», следующих по одним и тем же улицам, но в противоположных направлениях.

## Экономика
Градообразующим предприятием города является Новолялинский целлюлозно-бумажный комбинат, в состав которого входит ОАО «Ляля-лес». Также в городе работает несколько небольших заводов и мелких предприятий. Кроме того, в Новой Ляле находится колония — ФКУ ИК-54.

## СМИ
- Городской информационный портал «Новая Ляля Он-Лайн»
- Официальный сайт города и городского округа
- Газета «Обозрение»

## Микрорайоны
- Центр города
- НТР
- Южный
- Заречный
- Леспромхоз
- Китай-город
- Мира
- ГМР ЦБ Комплекс

### Южный
Южный — самый большой и самый современный микрорайон города. В нём располагается основная часть крупных магазинов и супермаркетов города, 2 школы (из 4), самые современные здания, строится новая часть микрорайона Новостройка (или Лесной Бор). Население — около 4000 человек (42 % от числа всех горожан). Также в Южном микрорайоне есть спортивный комплекс с лыжной базой, спортплощадками и другими сооружениями.